# Liste der Städte nach Gesamtvermögen
Die Liste der Städte nach Gesamtvermögen listet die Städte bzw. Metropolregionen der Welt nach dem Gesamtvermögen ihrer Bewohner. Das Vermögen ergibt sich aus dem zusammengerechneten Wert aller finanziellen sowie materiellen Aktiva wie Immobilien, Börsenanteile, Anleihen und Bankguthaben und sonstige Werte abzüglich von Schulden. Alle Vermögenswerte sind in US-Dollar (nominal) angegeben. Von den 20 Städten mit dem weltweit größten Gesamtvermögen lagen 6 in Nordamerika, 4 in Europa, 9 in Asien und eine in Australien (Stand 2019).

## Top-20-Städte (2019)
Die folgende Liste beruht auf Schätzungen von New World Wealth für die Top-20-Städte (Juni 2019).
| Rang | Stadt                  | Land/Territorium       | Kontinent   | Vermögen in Milliarden US$ (2019) |
| ---- | ---------------------- | ---------------------- | ----------- | --------------------------------- |
| 1    | New York City          | Vereinigte Staaten     | Nordamerika | 3.000                             |
| 2    | Tokio                  | Japan                  | Asien       | 2.500                             |
| 3    | San Francisco Bay Area | Vereinigte Staaten     | Nordamerika | 2.400                             |
| 3    | London                 | Vereinigtes Königreich | Europa      | 2.400                             |
| 5    | Peking                 | Volksrepublik China    | Asien       | 2.100                             |
| 6    | Shanghai               | Volksrepublik China    | Asien       | 1.900                             |
| 7    | Los Angeles            | Vereinigte Staaten     | Nordamerika | 1.400                             |
| 8    | Hongkong               | Hongkong               | Asien       | 1.200                             |
| 9    | Sydney                 | Australien             | Australien  | 1.100                             |
| 10   | Singapur               | Singapur               | Asien       | 1.000                             |
| 11   | Chicago                | Vereinigte Staaten     | Nordamerika | 980                               |
| 12   | Mumbai                 | Indien                 | Asien       | 960                               |
| 13   | Toronto                | Kanada                 | Nordamerika | 900                               |
| 14   | Houston                | Vereinigte Staaten     | Nordamerika | 880                               |
| 15   | Genf                   | Schweiz                | Europa      | 850                               |
| 16   | Frankfurt am Main      | Deutschland            | Europa      | 800                               |
| 17   | Osaka                  | Japan                  | Asien       | 790                               |
| 18   | Seoul                  | Südkorea               | Asien       | 780                               |
| 19   | Paris                  | Frankreich             | Europa      | 770                               |
| 20   | Shenzhen               | Volksrepublik China    | Asien       | 750                               |